# Brienne-la-Vieille
Brienne-la-Vieille – miejscowość i gmina we Francji, w regionie Grand Est, w departamencie Aube.
Według danych na rok 1990 gminę zamieszkiwało 447 osób, a gęstość zaludnienia wynosiła 28 osób/km².

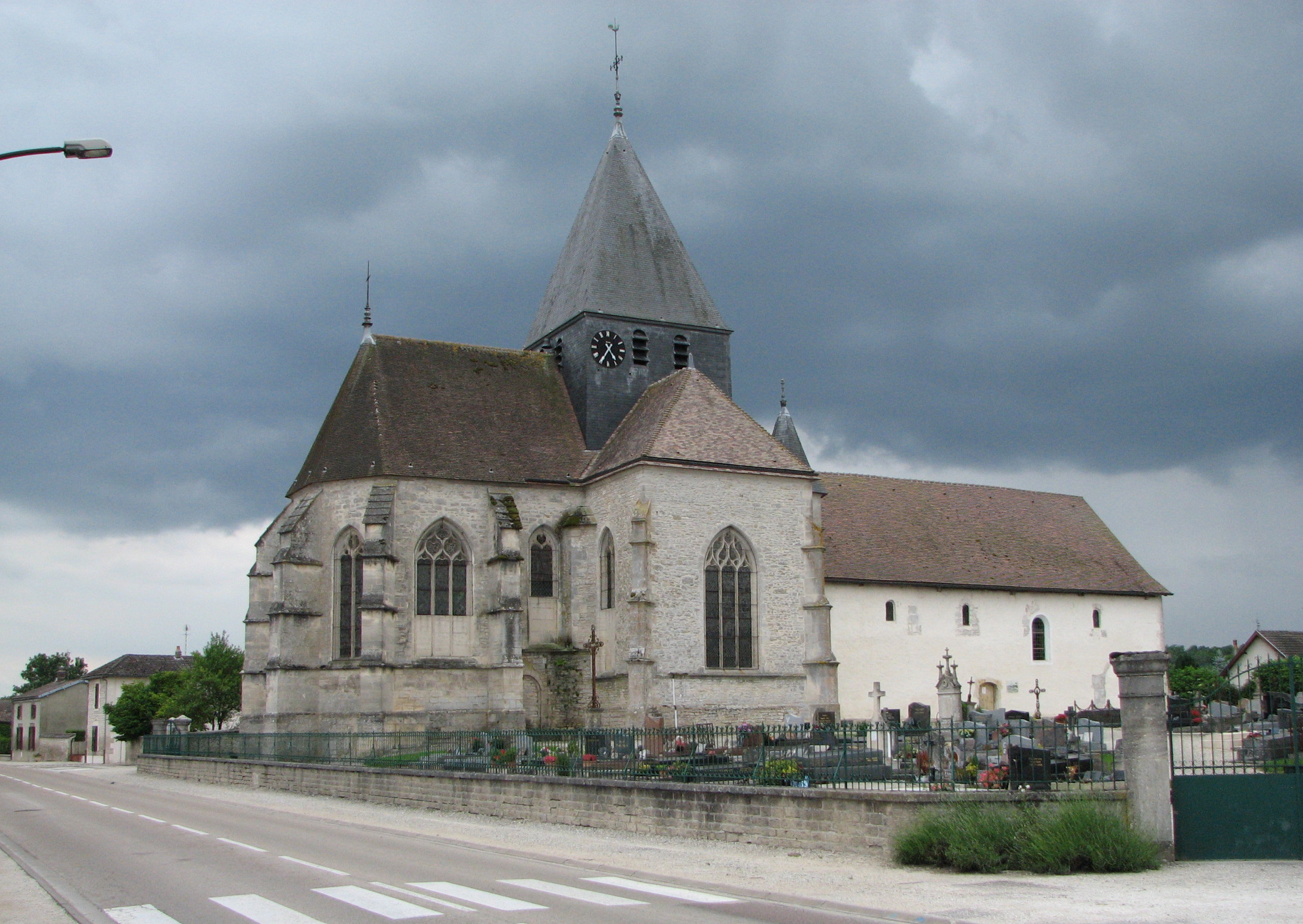
Kościół w Brienne-la-Vieille, 2008